# 韩卓辉
韩卓辉（1965年11月—），经名谢里夫，男，撒拉族，青海循化人，中国伊斯兰教人物，现任中国伊斯兰教协会副会长，青海省伊斯兰教协会副会长。